# Grammy Latino de Melhor Canção Pop/Rock
O Grammy Latino de Melhor Canção Pop/Rock é um prêmio entregue anualmente pela Academia Latina da Gravação no Grammy Latino. A categoria foi apresentada pela primeira vez no 21º Grammy Latino em 2020, com Fito Páez vencendo o prêmio por sua canção "La Canción de las Bestias". Páez também é o único artista a receber o prêmio mais de uma vez, com duas vitórias.

## Vencedores
| Ano  | Compositor(a)                                                        | Obra                        | Artista(s)[II]               | Indicados | Ref.  |
| ---- | -------------------------------------------------------------------- | --------------------------- | ---------------------------- | --- | ----- |
| 2020 | Fito Páez                                                            | "La Canción de las Bestias" | Fito Páez                    | - Pablo Diaz-Reixa, Frank Dukes, Rosalía & Matthew Tavares, compositores – "Dolerme" (Rosalía) - Conociendo Rusia, compositores – "Quiero que me Llames" (Conociendo Rusia) - Draco Rosa & Jaime Sabines, compositores – "Quiero Vivir" (Draco Rosa) - Los Mesoneros, compositores – "Últimas Palabras" (Los Mesoneros)                                                              | [ 1 ] |
| 2021 | Alizzz, Andrés Calamaro, Jorge Drexler, Víctor Martínez & C. Tangana | "Hong Kong"                 | C. Tangana e Andrés Calamaro | - Diamante Eléctrico, compositores – "A Veces" (Diamante Eléctrico) - Santi Balmes & Julián Saldarriaga, compositores – "Cosmos (Antisistema Solar)" (Love of Lesbian) - Sergio Eduardo Acosta & León Larregui, compositores – "El Duelo" (Zoé) - Zoe Gotusso, Nicolás Landa & Diego Mema, compositores – "Ganas" (Zoe Gotusso)                                                      | [ 2 ] |
| 2022 | Carlos Vives & Fito Páez                                             | "Babel"                     | Fito Páez & Carlos Vives     | - WOS & Facundo Yalve, compositores – "ARRANCARMELO" (WOS) - Diego Castellano, Adrian Dargelos & Gustavo Torres, compositores – "Bye Bye" (Babasónicos) - Felicitas Colina & Conociendo Rusia, compositores – "Disfraz" (Conociendo Rusia) - Bruses, Elsa y Elmar & Alan Saucedo, compositores – "qué voy a hacer conmigo??" (Elsa y Elmar)                                          | [ 3 ] |
| 2023 | Luis Jiménez, Lasso & Agustín Zubillaga                              | "Ojos Marrones"             | Lasso                        | - Bunbury, compositores – "Alaska" (Bunbury) - León Larregui, compositores – "Amantes" (León Larregui) - Alex Anwandter & Julieta Venegas, compositores – "Caminar Sola" (Julieta Venegas) - Francisca Valenzuela & Francisco Victoria, compositores – "¿Dónde Se Llora Cuando Se Llora?" (Francisca Valenzuela) - Bruses & Ali Stone, compositores – "Señorita Revolución" (Bruses) | [ 4 ] |